# 450er
Portal Geschichte | Portal Biografien | Aktuelle Ereignisse | Jahreskalender | Tagesartikel

◄ |
4. Jh. |
5. Jahrhundert
| 6. Jh. | ►

◄ |
420er |
430er |
440er |
450er
| 460er | 470er | 480er | ►

450 |
451 |
452 |
453 |
454 |
455 |
456 |
457 |
458 |
459

## Ereignisse
- Angeln, Sachsen und Jüten, die auf Bitten Vortigerns nach Britannien gekommen sind, lösen sich von der Oberhoheit der Briten und gründen eigene angelsächsische Königreiche.
- ab 450: Briten wandern infolge der Angriffe der Angelsachsen aus Britannien aus und in das nach ihnen benannte Kleinbritannien ein.
- 28. Juli 450: Theodosius II., oströmischer Kaiser seit 408 (* 401), stirbt nach 42 Regierungsjahren. Sein Nachfolger wird Markianos.
- 451: In der Schlacht auf den Katalaunischen Feldern werden die Hunnen unter Attila von dem römischen General Aëtius und den Westgoten zurückgeschlagen. Der westgotische König Theoderich I. fällt, sein Nachfolger wird Thorismund. Attila führt im folgenden Jahr eine riesige Armee nach Italien; viele Städte werden zerstört oder erobert. Zwar wird Attila durch Papst Leo ohne einen Schwertstreich davon abgebracht, Rom zu attackieren, dennoch wird heute angenommen, dass er bei seinem Durchmarsch große Flüchtlingsströme in Gang brachte. Der Überlieferung nach ist auch die Gründung Venedigs auf den Hunnensturm zurückzuführen.
- 8. Oktober – 1. November 451: Ökumenisches Konzil von Chalcedon. Die monophysitischen Beschlüsse der „Räubersynode“ von 449 werden für ungültig erklärt. Das nicänische Glaubensbekenntnis wird bestätigt.
- 453: Das Hunnenreich beginnt nach dem Tod Attilas zu zerfallen. Die Reste der Hunnen ziehen sich in die Steppengebiete nördlich des Schwarzen Meeres zurück, wo Attilas Söhne eigene Herrschaften aufbauen.
- 454: In der Schlacht am Nedao gelingt es den Gepiden unter Ardarich und den mit ihnen verbündeten Völkern, die Reste der Hunnen unter Attilas Sohn Ellac und dessen Brüdern endgültig aus Ungarn zu vertreiben.
- 31. Mai 455: Der gerade erst zum Kaiser proklamierte Petronius Maximus wird von der Volksmenge in Rom getötet. Die Führerlosigkeit der Weströmer und das Chaos in der Stadt nutzen die Vandalen zum Angriff und zur zweiwöchigen Plünderung Roms.
- um 459: Der spätere ostgotische König Theoderich der Große kommt als Geisel an den Hof Kaiser Leos I. in Konstantinopel.